# サン・フェーレ
サン・フェーレ（イタリア語: San Fele）は、イタリア共和国バジリカータ州ポテンツァ県にある、人口約2,900人の基礎自治体（コムーネ）。

## 地理

### 位置・広がり

#### 隣接コムーネ
隣接するコムーネは以下の通り。
- アテッラ
- ベッラ
- カステルグランデ
- フィリアーノ
- ムーロ・ルカーノ
- ラポーネ
- ルーヴォ・デル・モンテ

## 行政

### 分離集落
サン・フェーレには、以下の分離集落（フラツィオーネ）がある。
- Agrifoglio, Armatieri, Cecci, Cerrito, Difesa, Masone, Montagna, Pierno, Priore, Signorella